# Erling Skakke
Erling Skakke (1115-1179) var norsk stormand under de norske borgerkrige, der pågik fra Sigurd Jorsalfars død i 1130 til 1240.
Han var en af lederne af lensmandspartiet, og fik sit tilnavn efter at have været på korstog i årene 1151-55. Han havde besøgt Det hellige land, Konstantinopel og Rom. Under en kamp mod arabere ud for Sicilien fik han et hug i halsen, så han kom til at bære sit hoved på skakke (= skævt) resten af livet.
Erling Skakke var gift med Kristin, datter af Sigurd Jorsalfar. De var forældre til sønnen Magnus Erlingsson, som de fik kronet til konge i 1161, da han var fem år. Erling Skakke døde i slaget på Kalvskinnet i Trondheim 1179.

## Hans kirke i Etne
Erling Skakke residerede på Stødle i Etne 1161-1179. Meget tyder på, at Stødle kirke blev opført omkring 1160 som hans private kapel på hans slægtsgård. Senere blev kirken sognekirke. Det er en langkirke, opført i sten og træ. Den østlige del er ældst, rejst i 1100-tallet, og udgjorde oprindeligt skib og kor i kirken. Det oprindelige skib i kirken fungerer nu som kor. 

## Magtkamp
Da sønnen Magnus blev kronet til konge i 1161, stod der allerede en modkonge parat - kong Håkon Herdebrei, søn af Sigurd Munn. Håkon blev i 1162 dræbt af Erling Skakke i søslaget ved øen Sekken i Romsdalsfjorden (Møre og Romsdal fylke). 
Derefter fik Magnus en ny modstander i Håkons halvbror, Sigurd Markusfostre, også søn af Sigurd Munn. Da Markusfostre var dræbt, tok hans mænd til konge en Olav Gudbrandsson, dattersøn af Øystein Magnusson, ældre halvbror af Magnus' morfar Sigurd Jorsalfar. Efter at Gudbrandsson måtte flygte fra Norge i 1172, gik der kun to år, før Øystein Møyla gjorde oprør. Han fik sit tilnavn møyla (= lille mø)  fordi han var så ung og skægløs, at han nærmest lignede en pige. Alle disse skiftende modstandere førte til, at kong Magnus jævnligt måtte bede om hjælp og støtte fra Danmark. Derved blev datidens indre stridigheder i Danmark og Norge nærmest helt sammenfiltrede. 
I 1161 havde Erling Skakke vendt sig til Valdemar den Store og fik løfte om hjælp, mod at hylde kong Valdemar som sin lensherre – det vides ikke, om det gjaldt kun for Viken eller hele Norge. Erling ville gerne ud af den aftale igjen, men Valdemar satte magt bak sitt krav om overherredømme. Han og bisp Absalon kom med hær og flåde til Norge både i 1163 og 1168 og lod sig hylde som konge. I 1170 måtte Erling indgå et forlig, som godkendte det danske herredømme. 
Det lykkedes Erling Skakke at få magten i Norge, men han opfyldte ikke sit løfte, og kong Valdemar skred til handling. Han gik i land flere steder ved Oslofjorden, hvor han uden sværdslag kunne gøre sine krav gældende. Kort efter indgik Erling Skakke i en sammensværgelse med den danske prins Buris, en søn af Henrik Skadelår, der i forvejen var mistænkt for at konspirere mod Valdemar. En norsk flåde dukkede endog op i de danske farvande. Svaret fra Valdemars side blev et nyt togt, først til Viken og dernæst op langs Norges vestkyst – uden at der dog blev opnået politiske eller militære resultater.

## Slaget på Kalvskinnet
Tronprætendenten Sverre Sigurdsson og og hans følge birkebeinerne gjorde flere anstød mod Nidaros, før de endelig fik sat sig nogenlunde fast der ved slutningen af 1170-tallet. Sommeren 1179 kom det afgørende slag på Kalvskinnet, hvor Erling Skakke faldt. I Sverres saga kaldes området kun for "ageren". 
Med 360 birkebeinere og et opbud fra Gauldalen ankom Sverre til Byåsen på vestsiden af vore dages Trondheim i grålysningen 19. juni 1179, og holdt an på Feginsbrekka (norrønt for "glædens bakke", idet pilgrimme på vej til Nidarosdomen fik øje på helligdommen, når de kom derop) - vore dages Steinberget. Derfra rykkede birkebeinerne ned mod byen, hvor Erlings mænd var spredt rundt i gæstebud, borte fra skibene, hvor deres udstyr og mange våben lå efterladt. Erling Skakke besluttede dog at tage kampen op og kom til Nidarosdomen med sit mærke (fane). Den eneste bro over Nidelven blev revet ned under slaget.  Rester af den blev genopdaget i 2011.  I kampen blev Erling ramt af et spyd i midjen. En mand sagde: "Et farligt stik, herre!" Jarlen svarede: "Følg I bare kongens mærke vel! Mig skader intet." Men han satte sig ned, og rundt om faldt hans mænd. Kong Magnus kom forbi, hvor hans far Erling lå med ansigtet vendt opad. Kongen bøjede sig over sin far, kyssede ham og sagde: "Vi mødes igen på glædens dag, far min!" Læberne rørte sig på jarlen, han var nu døende.  Kongen kunde ikke dvæle der, han måtte hjælpe sig selv. Kong Magnus og den største del av hans hær flygtede ind til byen. Han tog "Ryden", som jarlen havde styret, og satte med den ud af åen. Mange mænd løb ud i Nidelven, og nogle druknede, mens andre kom fra det. Næsten 60 hirdmænd faldt der. Kong Sverre tog "Olavssuden", som kong Magnus forud havde styret; han tog også de fleste af deres skibe, deriblandt dem, som han havde tabt for kong Magnus og Erling jarl.  Erling Skakke blev gravlagt syd for kirken; sidenhen indeni kirken - enten skete det, da ærkebiskop Øystein fik Kristkirkens vægge udvidet, eller så har han flyttet den døde ind i kirken.  Efter Erling jarls begravelse holdt kong Sverre en tale for ham, for "det sømmer sig ikke, at det ganske ties ved så gæv en mands grav."